# Hohe Straße 3 (Quedlinburg)

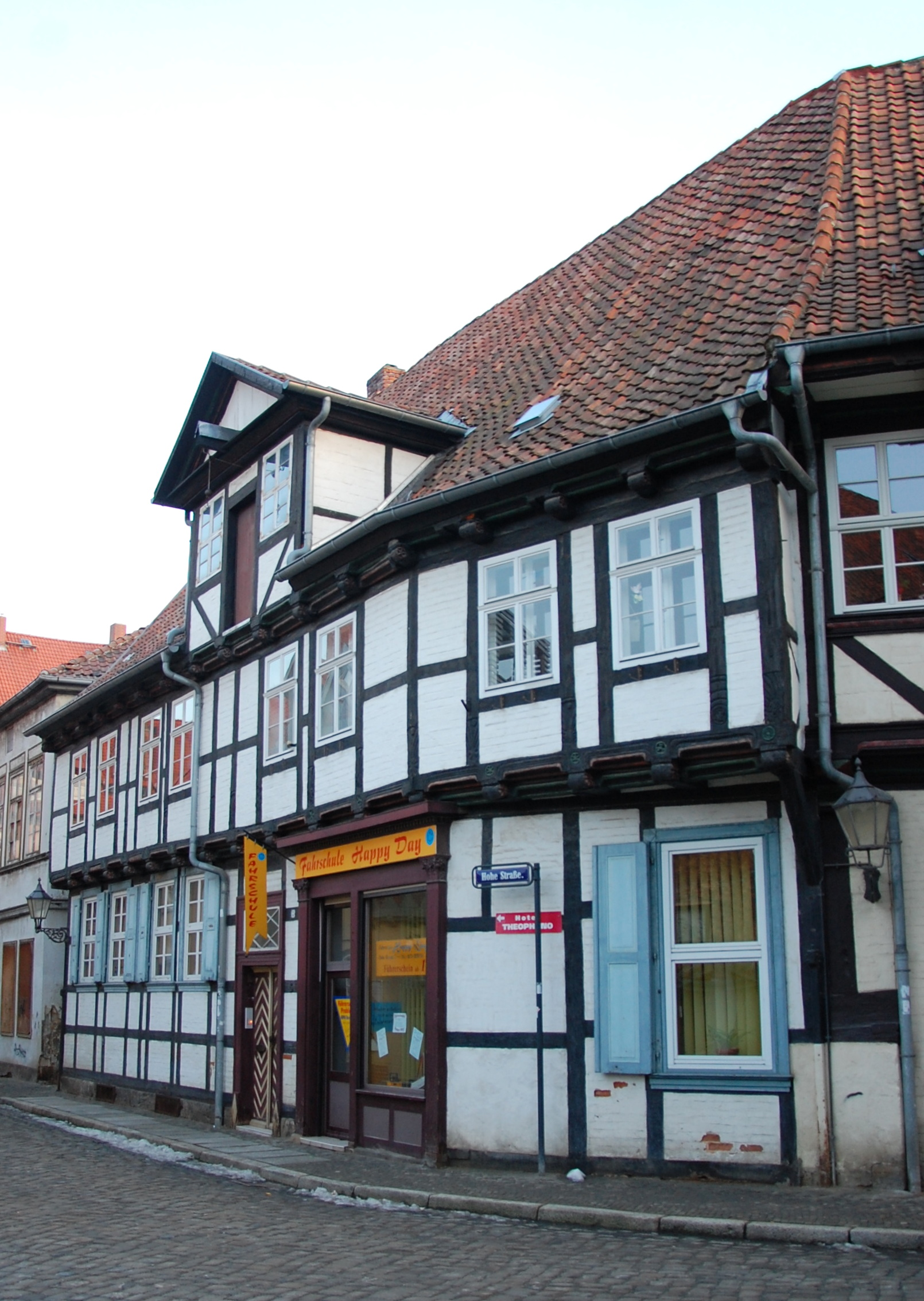
Haus Hohe Straße 3, östlicher Teil

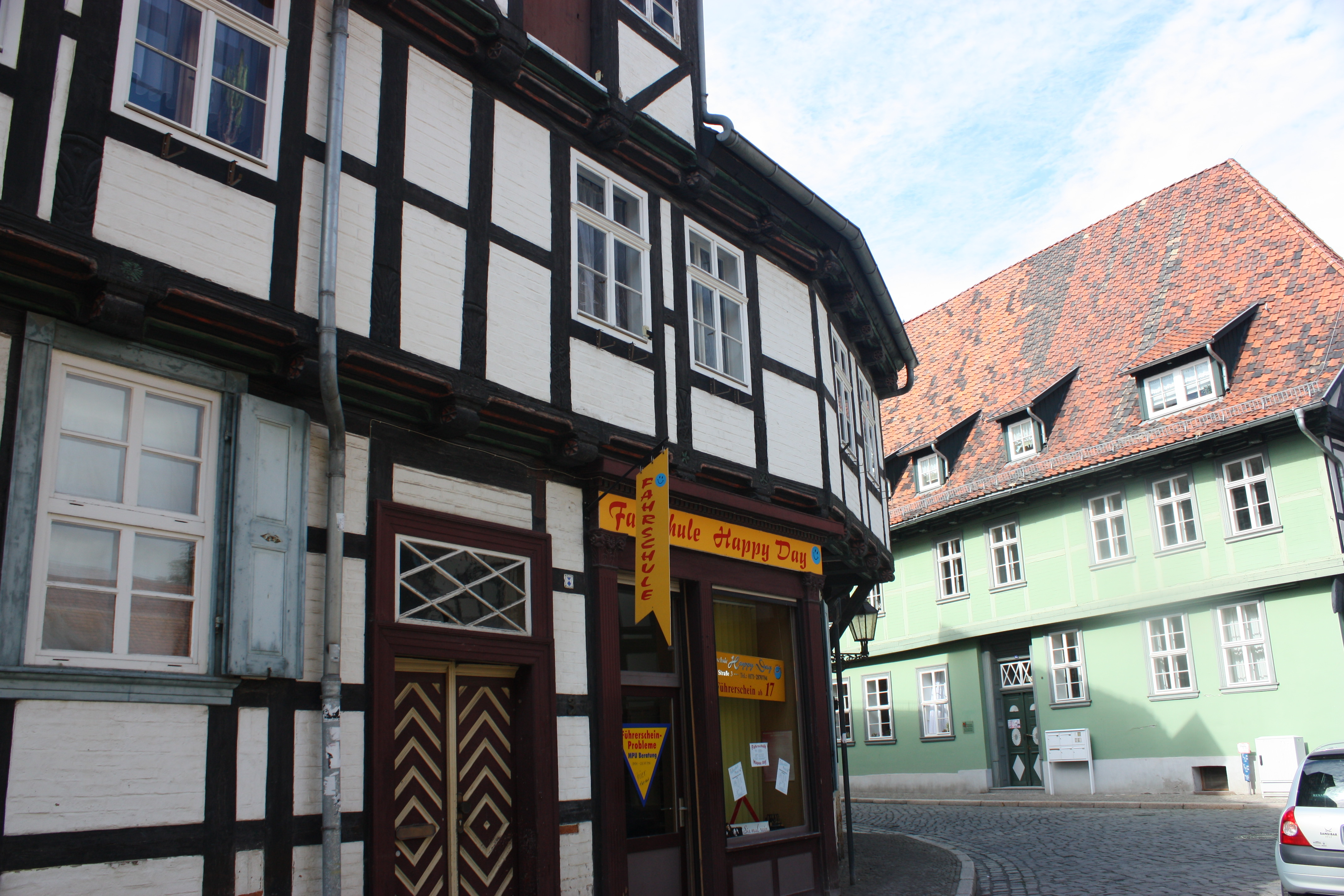
Blick in westliche Richtung

Das Haus Hohe Straße 3 ist ein denkmalgeschütztes Gebäude in der Stadt Quedlinburg in Sachsen-Anhalt.

## Lage
Es befindet sich im Stadtgebiet westlich des Quedlinburger Marktplatzes an einer Ecke der abbiegenden Hohen Straße, auf die hier die Straße Weingarten einmündet. Das Haus gehört zum UNESCO-Weltkulturerbe und ist im Denkmalverzeichnis Quedlinburgs als Kaufmannshof eingetragen.

## Architektur und Geschichte
Die Hofanlage entstand als kleiner Handelshof. Das Vorderhaus besteht aus zwei Gebäudeteilen. Der östliche Teil entstand als zweigeschossiges Fachwerkhaus in der Mitte des 16. Jahrhunderts. An der Ständern der Fachwerkfassade finden sich Reste von Fächerrosetten. Im 17. Jahrhundert erhielt das Gebäude ein Zwerchhaus mit Ladeluke. Im Klassizismus wurde das Erdgeschoss im Stil der Zeit umgebaut. Es wurde ein Laden eingefügt sowie der Hauseingang verändert.
Westlich grenzt der zweite ebenfalls in Fachwerkbauweise errichtete Gebäudeteil an. Nach einem Inschriftenband entstand er um 1677. Die Inschrift HANS RULE Z. M. verweist auf den Quedlinburger Zimmermeister Hans Reule. Das Obergeschoss wird durch einen breiten Erker geprägt. Das über eine Toreinfahrt verfügende Erdgeschoss stammt aus der Zeit um 1900. Die Dächer beider Gebäudeteile stammen noch aus der Bauzeit.
Im Gebäudeinneren befinden sich eine historische Räucherkammer sowie eine Seilwinde.